# Baján kagán
Baján az Avar Kaganátus kagánja volt 562 és 602 között. Uralkodása egybeesett az Avar Kaganátus fénykorával.

## A Kárpát-medence meghódítása
Amikor Baján kagán elhatározta, hogy meghódítja a természeti erőforrásokban gazdag Kárpát-medencét, akkor birodalma a Keleti-Kárpátoktól a Don folyóig, délen az Al-Dunáig terjedt. A Kárpát-medence nyugati felén, Pannóniában a longobárdok (vagy langobárdok) éltek – királyuk Alboin volt – a Duna-Tisza közé és a Tiszántúlon szarmata és hun néptöredékek éltek, míg a későbbi Erdély a gepidák fennhatósága alá tartozott – a gepida uralkodó Kunimund volt. Mind a longobárd, mind a gepida nép germán volt, mégis több kisebb-nagyobb háborút folytattak egymás ellen. E háborúkba néha a Bizánci Birodalom is beavatkozott.
Nem volt ez másképpen 567-ben sem, amikor Bizánc szövetséget kötött a gepidákkal a longobárdok ellen. Alboin király Baján kagánhoz fordult segítségért, aki csak a megfelelő alkalmat leste, hogy birodalmához csatolja az egész Kárpát-medencét. Menander Protector, bizánci történetíró szerint az avarok csak akkor támogatják a longobárdokat, „Ha a longobárdoknál lévő jószágállomány egytizedét azonnal megkapják, s amennyiben a háborúban felülkerekednek úgy a zsákmány fele is az avaroké lesz, a gepidák országa pedig teljes egészében. Így is lett.”
A longobárdok nyugatról, az avarok pedig keletről támadták meg a gepidákat, akik a longobárdoktól elszenvedett súlyos vereség után már nem tudtak ellenállni az avaroknak. 568 tavaszán a longobárdok látva, hogy erős szomszédjuk további terjeszkedése ellen nem tehetnek semmit, egyszerűen elvonultak Észak-Itáliába. A 8. században élt és alkotott Paulus diakónus szerint az életben maradt gepidák: „Vagy a langobárdok alattvalói lettek, vagy mind a mai napig kemény uralom alatt nyögnek, miután hazájukat a hunok (avarok) vették birtokukba.”
Az 580-as években Baján több győztes hadjáratot vezetett a Bizánci Birodalom ellen. Uralma végére az Avar Kaganátus az Enns és a Száva folyóktól a Don folyóig és az Al-Dunáig terjedt.